# The Incredible Sarah
The Incredible Sarah (en español, Sara) es un biopic británico de 1976 dirigido por Richard Fleischer y protagonizado por Glenda Jackson que cuenta la vida de Sarah Bernhardt.

## Argumento
Narra la meteórica ascensión a la fama de la actriz Sarah Bernhardt (1844-1923). Nacida con el nombre de Rosine Bernard, hija ilegítima de una prostituta francesa, Sarah llega a convertirse en la actriz de teatro más famosa del siglo XIX.

## Reparto
- Glenda Jackson como Sarah Bernhardt
- Daniel Massey como Victorien Sardou
- Yvonne Mitchell como Mam'selle
- Douglas Wilmer como Montigny
- David Langton como Duc De Morny
- Simon Williams como Henri de Ligne
- John Castle como Damala
- Edward Judd como Jarrett
- Rosemarie Dunham como Mrs. Bernhardt
- Peter Sallis como Thierry
- Bridget Armstrong como Marie
- Margaret Courtenay como Madame Nathalie
- Maxwell Shaw como Fadinard
- Patrick Newell como Major
- Neil McCarthy como Sargento

## Premios y distinciones
Premios Óscar
| Año  | Categoría                 | Persona                                       | Resultado |
| ---- | ------------------------- | --------------------------------------------- | --------- |
| 1977 | Mejor vestuario           | Anthony Mendleson                             | Nominado  |
| 1977 | Mejor dirección artística | Elliot Scott y Norman Reynolds y Peter Howitt | Nominados |